# Detlef Knut
Detlef Knut (* 1956 in Hagenow) ist ein deutscher Autor.
Knut lebt seit vielen Jahren mit seiner Familie in Düsseldorf und verfasste seine ersten Geschichten Mitte der 1970er Jahre. In den 1990er Jahren veröffentlichte er diverse Fachbücher zu den Themen Computervernetzung und Internet. Eine Veröffentlichung seiner anderen Texte strebte er bis dahin noch nicht an. Erst viele Erlebnisse der letzten Jahre haben ihn dazu bewogen, weiter zu schreiben und mit diesen Texten an die Öffentlichkeit zu gehen. Seine jetzigen Reisebeschreibungen erweitern die Texte, die er während seiner Zeit als Seemann ins Tagebuch geschrieben hat. Neben der Literatur beschäftigt er sich mit Themen wie Filmemachen, Fotografie und Theater. 2010 hat er in Düsseldorf den kleinen Publikumsverlag edition oberkassel gegründet und bringt seitdem als Verleger jedes Jahr etwa zehn Bücher auf den Markt. Zum Programm des Verlages gehören Reiseerzählungen, historische Romane, Kriminalromane und romantische Romane.

## Werke
Nach Erscheinungsjahr in Buchform:
- DESQview/X – X Window für DOS (Addison-Wesley, 1993)
- Das große Buch zu Datex-J (Data Becker, 1994)
- Mailboxen – Praxisbuch (Data Becker, 1995)
- Das große Buch T-Online (Data Becker, 1995)
- Das große Buch Microsoft Network MSN (Data Becker, 1995)
- Taschenbuch Money 97 (Data Becker, 1996)
- Tools und Utilities für Windows 95 und Windows NT (Addison-Wesley, 1996)
- Top Know How Internet (Data Becker, 1996)
- Internet sofort! (Data Becker, 1996)
- Internet für Anbieter (Co-Autor, Hanser, 1997)
- Intranet – Daten, Fakten, Hintergründe (Hanser, 1997)
- IntranetWare 4.1 – Referenzhandbuch (Sybex, 1997)
- Der Windows-NT/2000/XP-Berater (Co-Autor, Verlag für die deutsche Wirtschaft, Bonn, 2001)
- Südengland – Notizen einer Reise (BoD, Norderstedt, 2005)
- Morgentau – Verse und Geschichten für Groß und Klein (Selbstpublikation, Co-Autor und Hrsg., Engelsdorfer Verlag, Leipzig, 2006)
- Abschied-Neubeginn – Gedichte, Geschichten, Episoden, Bilder (Co-Autor, Bernd Leidinger (Hrsg.), Edition Wort, 2007)
- Frau Hagedorn, Heinz-Berti und der Kurt – Kriminalgeschichten der 3. Mönchengladbacher Kriminacht 2007 (Selbstpublikation, Co-Autor und Hrsg., Engelsdorfer Verlag, Leipzig, 2008)
- Café au lait – vom Reisen, Gedichte, Erzählungen, Eindrücke (Selbstpublikation, Co-Autor, Dorante Edition, Engelsdorfer Verlag, Leipzig, 2008)
- Gerda – ein Mädchen geht seinen Weg(edition oberkassel, Düsseldorf, 2009)
- Das düstere Paris – auf den Spuren von Fred Vargas (zusammen mit Regina Knut, edition oberkassel, Düsseldorf, 2010)
- Gute Geschichten schreiben – ein Schreibebuch (edition oberkassel, Düsseldorf, 2012)